# Thelypteris brittonae
Thelypteris brittonae là một loài dương xỉ trong họ Thelypteridaceae. Loài này được Alain mô tả khoa học đầu tiên.